# NRK Hordaland
NRK Hordaland — норвежский региональный телевизионный канал Норвежской вещательной корпорации, вещающий на территории норвежской губернии Хордаланн. Центр вещания — Берген. В зону вещания входят такие крупные города, как Стур и Одда (со своими отделениями NRK Hordaland).

## Некоторые программы
- Vestlandsrevyen
- Norge i dag
- Førkveld
- Norge rundt
- Ut i naturen
- Dating i mørket